# Dictionnaire historique du français québécois
Le Dictionnaire historique du français québécois (DHFQ) est un ouvrage de référence décrivant les différents emplois et l’histoire de mots et d’expressions caractéristiques de la variété de français en usage au Québec. Il est le fruit des travaux du Trésor de la langue française au Québec (TLFQ), un groupe de recherche affilié à l’Université Laval.
Une première édition a été publiée en 1998 aux Presses de l'Université Laval, sous la direction de Claude Poirier.
La deuxième édition, revue, augmentée et entièrement numérique, réalisée sous la direction de Robert Vézina et de Claude Poirier, est disponible gratuitement sur Internet.
Il s’agit d’un dictionnaire différentiel,, c’est-à-dire qu’il ne porte que sur les québécismes, soit les mots, sens et expressions qui distinguent le français québécois du français de référence, ce dernier correspondant au français décrit dans les principaux dictionnaires produits en France, mis à part les emplois qui sont associés à des variétés parlées hors de France et qui sont généralement accompagnés d’une marque géographique (Québec, Canada, Belgique, etc.). Il documente autant les usages du passé que l’usage contemporain, et traite les aspects synchronique et diachronique des entrées.

## Caractéristiques de la deuxième édition
Pour la deuxième édition du DHFQ, de nouvelles monographies ont été ajoutées et plusieurs de celles figurant dans l’édition de 1998 ont été mises à jour. Cet enrichissement se poursuit en continu,.
Cette deuxième édition comporte également de très nombreuses citations extraites de différents corpus, dont le Fichier lexical du TLFQ et des bases de données en ligne, telles que BAnQ numérique, Eureka.cc et Internet Archive. Ces citations témoignent d’une grande variété de domaines d’utilisation des québécismes (littérature, essais, ouvrages techniques, greffes de notaires, presse, transcriptions d’archives, d’émissions de radio, etc.).
Cette deuxième édition comporte aussi des photos, des vidéos et des extraits sonores. Ces derniers sont tirés des Archives de folklore et d’ethnologie de l’Université Laval (AFEUL), un fonds qui renferme des collections d’enquêtes ethnologiques menées sur le terrain auprès de personnes généralement âgées, dont certaines sont nées au 19e siècle.
Enfin, dans le corps de la monographie, des hyperliens permettent d’accéder directement à d’autres entrées du DHFQ, tandis qu’une boîte latérale propose des liens vers des ressources externes, la plupart développées par le TLFQ.
Le DHFQ 2.0 a fait l’objet d’un lancement public le 20 mars 2024, au pavillon Desjardins de l’Université Laval.